# Fiszer III

Herb według oryginalnego dokumentu indygenatu

Herb według Ostrowskiego za Siebmacherem

Fiszer (Fiszer III, Fischer) – polski herb szlachecki z indygenatu.

## Opis herbu
Zachowały się przynajmniej dwa przekazy na temat wyglądu tego herbu. Opisy zostały stworzone z uwzględnieniem klasycznych zasad blazonowania.
Najbardziej pewny przekaz o wyglądzie herbu pochodzi od Barbary Trelińskiej, która posiłkowała się oryginalnym dokumentem przyznającym indygenat:

W polu, na murawie zielonej porosłej trzciną, bocian kroczący naturalny. Klejnot: trzy pióra strusie, na których bocian zrywający się do lotu. Labry: nieznanej barwy.

Juliusz Karol Ostrowski, posiłkując się m.in. herbarzem Siebmachera przytacza ten herb w wersji złożonej i z rozbudowanym klejnotem:

Na tarczy dzielonej w słup w polu prawym, złotym, na murawie zielonej - drzewo; w polu lewym, srebrnym, na murawie zielonej, bocian naturalny. W klejnocie, nad hełmem w zawoju czerwono-złoto-błękitnym, trzy pióra strusie, nad którymi siedem gwiazd złotych (3 i 4), całość między dwoma skrzydłami orlimi czarnymi. Labry z prawej czerwone, podbite złotem, z lewej błękitne, podbite srebrem.

## Najwcześniejsze wzmianki
Herb pierwotnie został nadany ze szlachectwem cesarstwa w 1736 Janowi Bernardowi Fiszerowi, medykowi. Szlachectwo zostało następnie potwierdzone w 1756 w Inflantach oraz w Rosji w 1763. Z herbem tym indygenowano w 1768 roku Karola Ludwika Fiszera, protoplastę polskiej gałęzi rodziny.

## Herbowni
Fiszer (Fischer).

### Znani herbowni
- Ludwik Fiszer,
- Stanisław Fiszer (generał).